# MNova

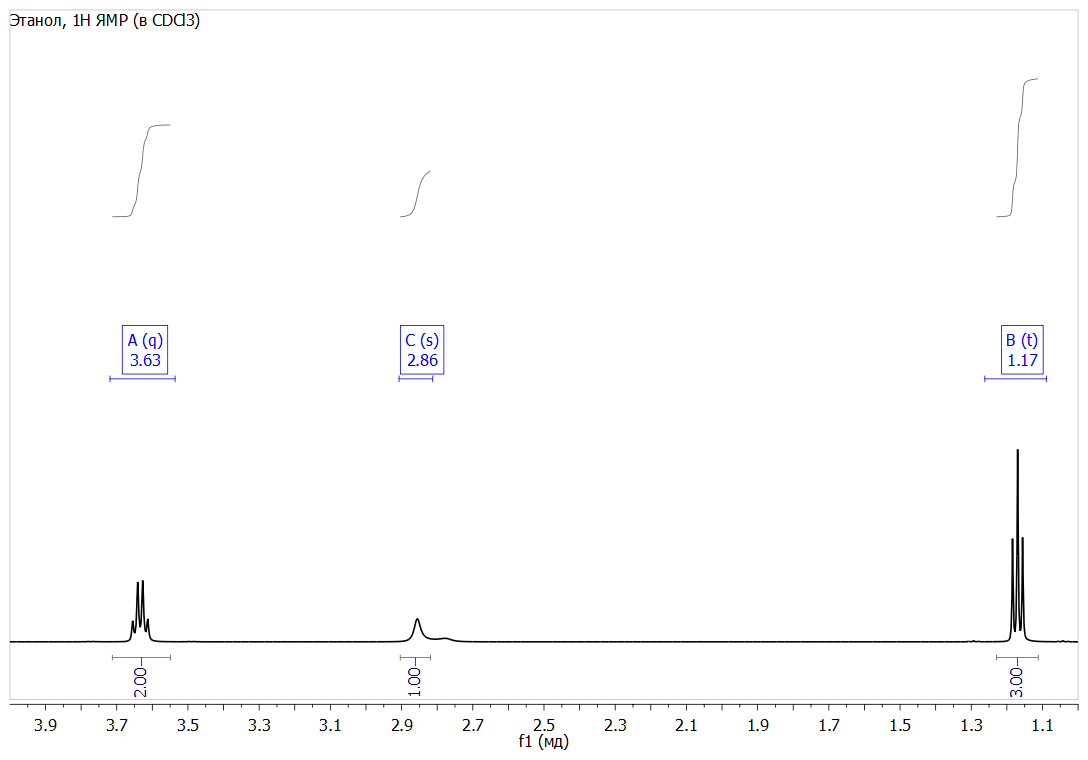
Mit MNova visualisiertes NMR-Spektrum von Ethanol

MNova (auch MestreNova, früher auch MestReC) ist ein Programm zur Auswertung von analytisch-chemischen Daten.

## Funktionen
Mestrenova kann Daten aus kernspinresonanzspektroskopischen (NMR), massenspektrometrischen (MS), schwingungsspektroskopischen und elektronenspektroskopischen Experimenten visualisieren, prozessieren und analysieren. So können Kernresonanzspektren beispielsweise auf Lösungsmittel referenziert sowie Signale zugeordnet und integriert werden. Darüber hinaus steht ein Multipletmanager zur Verfügung und auch 2D-Spektren können dargestellt und analysiert werden. Außerdem können DOSY-Spektren transformiert werden.
Massenspektren können sowohl aus gas- als auch aus flüssigchromatographischen Experimenten untersucht werden. Signale können hier integriert werden, der Hintergrund abgezogen werden und die Massenspektren zu einzelnen Zeitpunkten angegeben werden.
Weiterhin steht eine Bandbreite an Plug-ins zur Verfügung. Diese bieten für die NMR-Spektroskopie beispielsweise eine Vorhersage von Spektren anhand der Struktur, Quantifizierungsmöglichkeiten oder Datenbanksuchen.